# Håkvik
Håkvik est une localité du comté de Nordland, en Norvège.

## Géographie
Administrativement, Håkvik fait partie de la kommune de Narvik.